# Confraternita dei Bianchi (Pietra Ligure)
La Confraternita dei Bianchi era un'antica associazione di fedeli di Pietra Ligure.

## Origini
Non esistono documenti circa la nascita di questa Confraternita, che era la consorteria più antica della città. Il primo documento che ne indichi la presenza è un contratto datato 6 giugno 1481, conservato nella Chiesa genovese di S.Maria di Castello; nell'atto la domus discipline seu batutorum loci petre dona il precedente Oratorio dedicato a S. Maria Annunziata extramoenia ai Padri Domenicani del Convento di S. Caterina di Final Borgo. In tale data quindi la Confraternita si era già trasferita nel nuovo Oratorio dedicato alla SS. Concezione nel Borgo dietro il castello.
Sul finire del XIX sec. lo storiografo Paolo Accame, effettuando delle ricerche nell'archivio parrocchiale scoprì che alcuni registri parrocchiali erano stati rivestiti con delle antiche pergamene costituite da quartine in volgare ligure antico dedicate alla Passione di Cristo (datate ai primi del XIV sec. e conservate oggi nell'archivio diocesano di Albenga) in tutte le quartine si fa riferimento a una compagnia:
Questo permette di circoscrivere la data dell'erezione della Confraternita nella seconda metà del XIII sec. e il Monti nella sua opera Le Confraternita dell'Italia settentrionale - Venezia 1927, per la Liguria oltre a questa di Pietra Ligure, cita solo 2 Confraternite trecentesche a Genova, S. Domenico e l'Acquasola.

## Storia
La Compagnia dei battuti officiò il primo Oratorio extra moenia dedicato a S. Maria Annunziata. Secondo alcuni storici locali l'Oratorio dovrebbe essere l'odierna sacrestia dell'attuale Chiesa della SS. Annunziata, che nel 1481 viene donato ai Padri Domenicani, la Confraternita da diverso tempo si era trasferita nel nuovo Oratorio dentro le mura del borgo e dietro il Castello  Oratorio dedicato alla SS. Concezione che officiò fino al 1794, quando le venne concesso l'uso dell'antica Chiesa parrocchiale sita nell'odierna piazza La Pietra che prenderà nome di Oratorio della Concezione o dei Bianchi. L'Oratorio dopo il 1814 venne restaurato a seguito dei danni causati sia alle strutture murarie (lire 192) che alle strutture lignee, soprattutto per le spalliere devastate all'intorno del detto Oratorio (lire 2.520) dalle truppe francesi che lo occuparono nel 1796.
Questa era la Confraternita più importante del paese, alla quale anticamente aderivano i ceti medio bassi (pescatori, marinai, commercianti). Da un censimento del 1810 risulta che su un totale di 2.000 abitanti, 610 erano iscritti nell'Oratorio dei Bianchi.
La Confraternita dei Bianchi, oltre ai principali compiti religiosi, aveva anche compiti assistenziali e mutualistici, tra questi disponeva di un magazzino nell'attuale piazza Vittorio Emanuele II dove in apposite caldaie venivano fatte bollire e tinte le reti da pesca  con la "resca" di pino.
Tra le opere d'arte fatte realizzare nel corso dei secoli rimangono il crocefisso processionale detto "dello Schiaffino" ma molto probabilmente scolpito da Pellegro Olivari, dotato di cantonali e titolo in argento del 1789, due gruppi statuari di san Nicolò, il più antico della fine del XVI sec., e un altro acquistato a Genova nel 1779, ma datato alla fine del XVII secolo, la statua della Concezione del genovese Lorenzo Semorile (1837), la statua della Madonna Addolorata del savonese Antonio Brilla (1861). La Confraternita nel 1775 venne aggregata all'Arciconfraternita di S. Maria del Suffragio in Roma.
La Confraternita si sciolse intorno al 1977.

## Divisa
Con l'aggregazione del 1787 all'Arciconfraternita di S. Maria del Suffragio in Roma alla tradizionale cappa bianca chiusa da cordone bianco e con cappuccio (buffa), venne aggiunto un tabarro nero in velluto per i superiori ed i  portatori del crocefisso.